# ليلى عز العرب
ليلى عز العرب (14 أغسطس 1950 -)، ممثلة مصرية.
بدأت علاقتها بالفن من خلال قيامها بأدوار صغيرة للغاية في بعض الأعمال الفنية منها، «إسكندرية نيويورك» للمخرج «يوسف شاهين» و «معالى الوزير» و «عايز حقى» ومسلسلى «الأصدقاء» و «فارس الرومانسية», إلى أن قامت بدور والدة «أحمد حلمى» في فيلم «1000 مبروك» وهي حاصلة على بكالوريوس تجارة في يونيو 1967 وكانت أصغر خريجة جامعية في مصر وعملت في قطاع البنوك من 1968 وحتى عام 2005 ثم التحقت بمشروع تطوير سكك حديد مصر التابع لوزارة النقل المصرية حتى 2011 ثم تفرغت للتمثيل الذي كان هوايتها منذ الصغر بعد التحاقها بدورة تمثيل في قصر السينما عام 2000، وهي حفيدة أبو العلا محمد مكتشف أم كلثوم.

## أعمالها
- ورا كل باب ج 2
- حلوة الدنيا سكر
- إسكندرية نيويورك.
- عايز حقي.
- معالي الوزير.
- 1000 مبروك.
- 30 فبراير.
- لامؤاخذه.
- المهرجان.
- أسماء.
- أهواك.
- أبو شنب
- يوم مالوش لازمة
- بالشمع الأحمر.
- تحت السيطرة.
- ابن ليل.
- رقم مجهول.طرف ثالث.
- حكايات بنات.
- العار.
- الباب ف الباب سيتكوم.
- لسه بدرى سيتكوم.
- الكبير أوي.
- تحت السيطرة.
- طريقي.
- حارة اليهود.
- هز وسط البلد
- فوق مستوى الشبهات.
- آخر ديك في مصر
- أرض النفاق
- قوت القلوب 2
- ليالي اوجيني.
- سجن النساء.

## وصلات خارجية
- ليلى عز العرب على موقع IMDb (الإنجليزية)
- ليلى عز العرب على موقع الدهليز
- ليلى عز العرب على موقع قاعدة بيانات الأفلام العربية
- ليلى عز العرب على موقع قاعدة بيانات الفيلم (الإنجليزية)